# Lāsma Zemīte
Lāsma Zemīte (* 8. Mai 2003) ist eine lettische Leichtathletin, die sich auf den Hochsprung spezialisiert hat.

## Sportliche Laufbahn
Erste internationale Erfahrungen sammelte Lāsma Zemīte beim Europäischen Olympischen Jugendfestival (EYOF) in Baku, bei dem sie mit übersprungenen 1,64 m in der Qualifikation ausschied.
2020 wurde Zemīte lettische Meisterin im Hochsprung im Freien und in der Halle.

## Bestleistungen
- Hochsprung: 1,81 m, 14. August 2020 in Ogre
  - Hochsprung (Halle): 1,79 s, 17. Februar 2019 in Kuldīga